# Latoya Blackwood
Pas d'image ? Cliquez ici

a Compétitions nationales et continentales officielles uniquement.

b Matchs officiels uniquement.
Dernière mise à jour le 20 août 2014.
Latoya Desarae Blackwood, née le 19 août 1985, est une joueuse canadienne de rugby à XV, occupant le poste de deuxième  ligne en équipe du Canada de rugby à XV féminin.
Elle a fréquenté les cours de l'Université de Western Ontario et de l'Université Concordia de Montréal,.
Elle évolue avec l'équipe de Ste Anne de Bellevue RFC. Elle joue sa première sélection en équipe du Canada de rugby à XV féminin en 2013 lors de la Coupe des Nations.
Elle est retenue pour disputer la Coupe du monde féminine de rugby à XV 2014 après une tournée dans l'hémisphère Sud (victoire 22-0 face aux Australiennes, deux revers face à la Nouvelle-Zélande 16-8 et 33-21).
Elle dispute les trois matchs de poule. Le Canada se qualifie pour les demi-finales après deux victoires et un match nul concédé contre l'Angleterre 13-13. Les Canadiennes remportent 18-16 le match contre les Françaises en demi-finale. Le Canada se qualifie pour la finale. C'est la première fois que le Canada parvient à ce stade de la compétition et c'est seulement la quatrième nation à réaliser cette performance. Le Canada s'incline 21-9. Latoya Blackwood a commencé les cinq matchs au poste de deuxième ligne

## Palmarès
(au 17.08.2014)
- sélections en Équipe du Canada de rugby à XV féminin
- finaliste de la Coupe du monde féminine de rugby à XV 2014